# Organización territorial de la República del Congo

Mapa de los departamentos de la República del Congo.

La República del Congo está dividida en doce departamentos, los que a su vez se subdividen en distritos y comunas.
Los departamentos son:
- Bouenza
- Cuvette
- Cuvette-Oeste
- Kouilou
- Lékoumou
- Likouala
- Niari
- Pool
- Plateaux
- Sangha
- Brazzaville
- Pointe-Noire